# Служба персональной связи
В электросвязи служба персональной связи определяется Альянсом решений для телекоммуникационной отрасли (ATIS — организация по стандартизации, которая разрабатывает технические и эксплуатационные стандарты и решения для информационных и коммуникационных технологий) как «набор возможностей, который позволяет в некоторой степени сочетать персональную мобильность, мобильность терминала и управление профилем услуг».
Службы персональной связи используют специальный негеографический код зоны в формате 5XX для присвоения телефонных номеров отдельным службам.
Обозначение формата кода зоны 5XX было разрешено Федеральной комиссией США по связи и внесено в Североамериканский план нумерации в 1995 году.
В 1995 году телекоммуникационная компания AT&T представила услугу «следуй за мной» под торговой маркой AT&T True Connections с использованием кода города 500. Она была разработана для замены услуги AT&T EasyReach 700. Другие операторы местной телефонной связи и операторы междугородной телефонной связи представили аналогичные конкурентные услуги. Услуга, предоставленная компанией AT&T True Connections, не была встречена должным образом. Компании, отели и другие предприятия с собственной мини-АТС продолжали блокировать набор номера 500, потому что это был номер, оплачиваемый вызывающим абонентом. Услуги секса по телефону также использовали префикс 500 для переадресации звонков в различные зарубежные страны.
Код зоны NPA 500 по-прежнему зарегистрирован в различных телефонных компаниях и используется для негеографических услуг, включая модемный доступ по телефонной линии.
В 1996 году компания AT&T попыталась перевести пользователей на свою обновленную службу под названием «Personal Reach» 800, построенную на бесплатной платформе (оплачиваемой получателем), а не на исходной (оплачиваемой абонентом). AT&T имеет патент США (5 907 811) на «обслуживание для людей с ограниченными возможностями». Затем AT&T лицензировала и передала все услуги персонального охвата компании MCE Inc. Предположительно, MCE была компанией, предоставляющей AT&T серверную систему для всех услуг персонального охвата. Публичной информации о переводе клиентов из AT&T в MCE не было. Подписчики были уведомлены почтой о том, что счета будут приходить от MCE, а не от AT&T. Также считается, что MCE является дочерней компанией EMNS, Inc. — веб-хостинговой компанией из Чикаго. MCE продолжает предоставлять услуги персонального доступа, используя транспортную сеть AT&T.
AT&T прекратила поддержку AT&T True Connections в 2000 году после того, как Федеральная комиссия по связи утвердила свою пошлину на предоставления услуг.
Хотя AT&T больше не использует код 500, в 2009 году он был дополнен кодом 533, а в декабре 2010 года — 544. Код 566 был активирован в апреле 2012 года. В марте 2014 года также был активирован код 577. В сентябре 2015 года был активирован код 588. В августе 2016 года был активирован код 522. В сентябре 2017 года был активирован код 521. В ноябре 2018 года был активирован код 523. В сентябре 2019 года был активирован код 524. В июле 2020 года был активирован код 525. В январе 2021 года был активирован код 526.Другие резервные коды для этого использования: 527, 528, 529, 532, 535, 538, 542, 543, 545, 546, 547, 549, 550, 552, 553, 554, 556, 558, 569, 578 и 589.
В 2015 году Канадская комиссия по радио, телевидению и электросвязи (CRTC) утвердила Руководство по присвоению негеографических кодов Канады и присвоение кодов негеографической зоны нумерации (NPA) 622, 633, 644, 655, 677 и 688 для удовлетворения спроса на телефонные номера, связанные с такими технологиями, как межмашинные взаимодействия — технология, которая позволяет машинам обмениваться информацией друг с другом, или же передавать её в одностороннем порядке.
Первый 6YY код, который будет использован, — это код 622.